# Aneta Krejčíková
Aneta Krejčíková (nacida el 29 de abril de 1991 en Praga) es una actriz checa, conocida principalmente por su papel en la telenovela Ulice.

## Filmografía seleccionada

### Películas
- Sama v čase normalnosti (2010)
- Poupata (2011) [3]
- Laska je láska (2012)
- Zločin v Polné (2016)
- Špindl (2017)

### Series de televisión
- Ulice (2005)[4]
- Cesty domů (2010)
- Obchoďák (2012)
- Případy 1. oddělení (2014)
- Rapl (2016)
- Svět pod hlavou (2017)
- Volha (2023)[5]